# Nikita Miller
Nikita Miller (* 1987 in Temirtau, Kasachische Sozialistische Sowjetrepublik, UdSSR) ist deutsch-russischer Komiker, Hörbuchsprecher, Buchautor und Cartoonist.

## Leben
Nach dem Angriff in April 1941 des NS-Staates auf die Sowjetunion wurde die Familie mütterlicherseits in die Kasachische Sozialistische Sowjetrepublik, Gebiet Qaraghandy, deportiert. Nach den Zerfall der Sowjetunion zog Nikita Miller Anfang der 1990er Jahre mit seinen Eltern aus der Ukraine als Kasachstandeutsche nach Schwaben und wuchs in Stuttgart auf. Nach seinem Realschulabschluss hatte er verschiedene Jobs, auch um Fachabitur und die Studien finanzieren zu können. Er arbeitete unter anderem als Pizza- und Zeitungslieferant, Türsteher, Bandarbeiter, Mediengestalter und Softwareentwickler und verkaufte Schmuck aus dem Kofferraum.
2009 begann Miller sein Studium für Medieninformatik an der Hochschule der Medien in Stuttgart, welches er 2014 mit dem Bachelor of Science abschloss. Ein halbes Jahr später begann er an der Eberhard Karls Universität in Tübingen sein Studium für Philosophie und allgemeine Rhetorik. 2015 veröffentlichte er die Studienarbeit über David Hume.
Seine Freizeit verbringt Miller mit dem Verfassen von philosophischen und gesellschaftskritischen Comics und Kurzgeschichten, welche er online frei zur Verfügung stellt.
Am 11. November 2023 wurde Miller im Bremer Hauptbahnhof von einem Mann mit einem Stichwerkzeug angegriffen und am Hinterkopf, Schulter und linken Arm schwer verletzt. Die Wunde am Hinterkopf wurde mit zwölf Nähten verschlossen.  Der Attentäter konnte später gefasst werden.
2024 debütierte Miller als Buchautor mit dem 598-Seiten-Roman Kalasch.

## Comedy
2016 wurde Miller vom Kabarettisten, Autor und Regisseur Klaus Birk entdeckt und trat das erste Mal unter dessen Förderung als Comedian in Tübingen auf. Es folgen Kurzauftritte unter anderem bei „Nuhr ab 18“, ARD, „NightWash“, WDR, und dem „NDR-Comedy Contest“, NDR. Seitdem ist er regelmäßiger Gast im Quatsch Comedy Club, dem Haus der Springmaus in Bonn und der Rosenau in Stuttgart.
Dieter Nuhr sagte über ihn: „Nikita Miller macht etwas, was ich noch nie gesehen habe: Er erzählt witzige Geschichten, die sich aber nicht von Pointe zu Pointe hangeln und gerade deshalb lustig sind. Sein Vortrag hat Tiefe und Authentizität. Die Texte bewegen den Zuschauer, und man hört gerne und gespannt, ja geradezu gefesselt zu. Das ist eine völlig eigene Form von Alltagssatire. Ich bin begeistert!“.
Mit seinem ersten abendfüllenden Soloprogramm „Auf dem Weg ein Mann zu werden“ war er seit 2018 in Deutschland und der Schweiz auf Tournee. Auf das Programm „Freizeitgangster gibt es nicht!“ folgte „Im Westen viel Neues“.
Miller macht in seinen Shows nicht selten auch die eigene russlanddeutsche Herkunft zum Thema und setzt sich dabei gleichzeitig mit Themen wie Integration, Vorurteil oder Alltagsrassismus auseinander.

## Auszeichnungen
- 2019: Kleinkunstpreis Baden-Württemberg (Förderpreis)
- 2019: Hamburger Comedy Pokal (Finale)
- 2019: Der Rostocker Koggenzieher (2. Platz)
- 2019: Krefelder Krähe (3. Platz)
- 2019: Die Krönung
- 2019: Scharfe Barte (3. Platz)
- 2023: Deutscher Kleinkunstpreis in der Kategorie Kleinkunst[8]
- 2024: sPEZIALIST Publikumspreis[9]

## Veröffentlichungen
- Überzeugung und Glaubhaftigkeit wunderbarer Ereignisse. Theoretischer Diskurs in Bezug auf David Humes „Über Wunder“. Studienarbeit Eberhard-Karls-Universität Tübingen, GRIN Verlag, München 2015, ISBN 978-3-668-67938-2
- Kalasch. Roman. WortArt, Köln 2024, ISBN 978-3-946207-92-4

### Hörbücher (Auswahl)
- Auf dem Weg ein Mann zu werden. WortArt, Köln 2019 DNB 1197084576
- Nikita Miller – Gesammelte Werke. WortArt, Köln 2025